# Rhodochlora rothschildi
Rhodochlora rothschildi es una especie de polilla de la familia Geometridae. La especie fue descrita por primera vez por William Warren habiendo sido descrita en 1901, con distribución en Panamá. El sintipo de la especie fue descrita en la provincia de Chiriquí, a una altitud de 2000 a 3000 metros (6561,7 a 9842,5 pies) sobre el nivel del mar.